# John de la Pole, 1. Earl of Lincoln
John de la Pole, 1. Earl of Lincoln (* 1462/1464; † 16. Juni 1487) war ein englischer Peer und Militär.

## Leben
Er war der älteste Sohn von John de la Pole, 2. Duke of Suffolk (1442–1492), und Lady Elizabeth of York. Seine Mutter war das sechste Kind und die dritte Tochter von Richard Plantagenet, 3. Duke of York, und Lady Cecily Neville.

Wappen des John de la Poles, 1. Earl of Lincoln

Im Alter von drei bis fünf Jahren wurde John von seinem Onkel König Edward IV. zum Earl of Lincoln ernannt. Während des letzten Regierungsjahres seines Onkels mütterlicherseits, König Richard III., war er Heir Presumptive auf den englischen Thron, weil er Richards nächster männlicher Nachkomme aus dem Haus York war. Nach der Niederlage Richards in der Schlacht von Bosworth Field am 22. August 1485 erloschen de facto all seine Ansprüche auf den Thron und er versöhnte sich mit dem neuen Machthaber, Heinrich VII., der ihn nicht wie die anderen ehemaligen Unterstützer Richards III. zum Hochverräter erklärte, sondern ihn verschonte und ihm all seine Titel ließ. Anscheinend konnte er aber über seine nunmehrige Bedeutungslosigkeit im englischen Hochadel nicht hinwegkommen.
Zwei Jahre später, im Jahr 1487, gab es Gerüchte über eine Flucht des Edward Plantagenet, 17. Earl of Warwick, aus dem Tower of London, der neben de la Pole einer der letzten Thronanwärter aus dem Hause York war. Diese Gerüchte waren jedoch falsch und das Werk eines Priesters namens Roger Simon, der den Zehnjährigen Lambert Simnel für Edward ausgab. Diese erlogene Geschichte, die de la Pole sicherlich durchschaute, da der echte Edward Plantagenet erwiesenermaßen immer noch im Tower of London war, nutzten nun die verbliebenen Yorkisten unter der Führung de la Poles: Sie unterstützten offiziell Lamberts Forderungen. Während Simnel nach Irland ging und dort dem Earl of Kildare präsentiert wurde, der ihn sofort unterstützte, suchte der Earl of Lincoln den Hof seiner Tante Margarete von Burgund auf und plante dort einen Angriff auf England. Seine Tante unterstützte ihn finanziell und konnte 1500 deutsche und Schweizer Söldner anwerben. Weitere Rebellen versammelten sich bei de la Pole: Lord Lovell, Sir Richard Harleston und Thomas David. Am 5. Mai erreichten die deutschen Söldner Irland und fuhren danach am 5. Juni mit der Verstärkung irischer Truppen nach England, wo sie von einigen Engländern unterstützt wurden.
Am 16. Juni kam es zur Schlacht von Stoke unter dem Oberbefehl de la Poles. Durch die taktisch ungünstige Position und die Unterzahl der Yorkisten unterlagen die Rebellen und wurden vernichtend geschlagen. John de la Pole starb im Kampf.
Er hinterließ seine Witwe, Lady Margaret FitzAlan († nach 1493), Tochter des Thomas FitzAlan, 17. Earl of Arundel, aber keine Kinder, weshalb sein Earltitel mit seinem Tod erlosch. Da sein Vater ihn überlebte, fielen dessen Titel als Duke of Suffolk bei dessen Tod 1492 an seinen nächstjüngeren Bruder Edmund de la Pole. 